# Dicranomyia subremota
Dicranomyia subremota là một loài ruồi trong họ Limoniidae. Chúng phân bố ở miền Australasia.